# Carlos María de Bustamante
Carlos María de Bustamante (Antequera, Oaxaca, 4 de noviembre de 1774 - Ciudad de México, 21 de septiembre de 1848) fue un abogado, historiador, escritor, periodista, editor y político mexicano.

## Trayectoria
Sus padres fueron el español José Antonio Sánchez de Bustamante y la criolla Jerónima Merecilla y Osorio; hijo único, quedó huérfano de madre a los seis años. Estudió Gramática y Filosofía en su ciudad natal y el bachillerato de Artes en México, y luego volvió a Oaxaca para estudiar Teología en el convento de San Agustín. En 1794 inició jurisprudencia en la Ciudad de México y obtuvo el título de abogado en Guadalajara (1801). En esta última audiencia condujo la defensa del autor moral del asesinato del gobernador y capitán general de Yucatán, Lucas de Gálvez, y logró salvar la vida del reo conmutando la pena de muerte por una sentencia de diez años, pero abandonó esta profesión cuando se vio obligado a firmar una sentencia de muerte. Contrajo nupcias con Manuela Villaseñor, hija de otro famoso abogado.
De vuelta a la capital fundó con Jacobo de Villaurrutia el Diario de México en 1805 y publicó diversos periódicos en los que expuso sus ideas favorables a la independencia del Virreinato de la Nueva España, por lo que fue encarcelado varias veces. Tras la promulgación de la Constitución de Cádiz (1812), Bustamante fue de los primeros en hacer uso de la libertad de imprenta consagrada por esta ley publicando el periódico El Juguetillo, de corta existen, ya que no fue visto con simpatía por el virrey de Nueva España, que lo suspendió a pesar de la citada libertad de imprenta. Temiendo represalias, marchó a Oaxaca, donde se unió a José María Morelos en la lucha por la independencia; este último lo nombró inspector de caballería y editor del semanario Correo Americano del Sur, publicación favorable a la causa independentista mexicana.
Fue diputado al Congreso de Chilpancingo (1813) por la provincia de México. Allí escribió el discurso inaugural de Morelos, leído el 14 de septiembre de 1813, y también colaboró en la redacción de la primera Acta de Independencia de México. Tras la caída de su protector Morelos en 1815 fue conducido a prisión en varias ocasiones más durante el resto de la guerra de independencia, una de ellas en el castillo fortificado de San Juan de Ulúa, donde permaneció desde 1817 a 1820. Proclamada en Iguala la independencia (1821) y consumada ya la separación de México respecto a España, Bustamante fue elegido en 1822 diputado por Oaxaca y se opuso al imperio de Agustín de Iturbide a través de su semanario La Avispa de Chilpancingo y sus intervenciones en el Congreso. Esta actitud le valió ser encarcelado de nuevo en el convento de San Francisco con otros diputados.
Destituido Iturbide en 1823, fue elegido nuevamente diputado por Oaxaca en 1824 y participó en la redacción de una nueva Constitución republicana. Con Servando Teresa de Mier y otros diputados se declaró centralista y opuesto al federalismo, y esto, junto a su tenaz oposición al gobierno del presidente Guadalupe Victoria, le valió ser excluido del Congreso desde 1825 a 1828. De nuevo diputado en 1829, apoyó inicialmente al presidente Anastasio Bustamante, pero luego hizo ver por la imprenta su inquietud ante la deriva monarquista que tomaban sus disposiciones. Reelegido diputado en 1835, contribuyó a redactar la Constitución centralista bautizada como Código de las Siete Leyes Constitucionales y, de 1837 a 1841, estuvo entre los cinco miembros del Supremo Poder Conservador. En 1843 rechazó el cargo de consejero de Estado que le ofreció el general Antonio López de Santa Anna. Tras la última legislatura en que fue diputado por Oaxaca (1844-1845) tuvo que soportar la humillante intervención estadounidense en México (1846-1848), como consta en su Diario histórico de México, cuarenta y tres volúmenes redactados desde 1822 hasta 1847, poco antes de su muerte. Al quedar viudo, contrajo segundas nupcias con una joven a quien él mismo había educado y falleció en la Ciudad de México el 21 de septiembre de 1848. Fue sepultado en el panteón de San Diego.
Su labor política estuvo marcada por la paradoja de sufrir más prisiones por parte de sus correligionarios que de los realistas españoles y como escritor fue prolífico y algo irregular de estilo: se le deben no menos de 107 títulos. Obras suyas importantes fueron: Apuntes para la historia del gobierno del general Antonio López de Santa Anna, Cuadro histórico de la revolución de la América mexicana (1823) y una autobiografía intitulada Hay tiempos de hablar y tiempos de callar, mediante la cual logró evitar ser desterrado por la Ley del Caso en 1833. Fue el primero en publicar y anotar en tres volúmenes la monumental Historia general de las cosas de la Nueva España de fray Bernardino de Sahagún (México, 1829), dedicada al papa Pío VIII; también editó la Historia de la provincia de la Compañía de Jesús de Nueva España de Francisco Javier Alegre y una de las Relaciones de Fernando de Alva Ixtlilxóchitl entre otras obras, algunas de las cuales halló entre los papeles del historiador Lorenzo Boturini; sin embargo estos trabajos se resienten de cierta ligereza en el tratamiento del texto.

### Historia
- Cuadro histórico de la Revolución de la América mexicana, 1823 (y sus continuaciones relativas a las etapas de Agustín de Iturbide, Anastasio Bustamante y Antonio López de Santa Anna); entre 1843 y 1846 se imprimió la versión definitiva en seis volúmenes (México: Impr. de J. Mariano Lara, 1843-1846).
- Diario histórico de México, manuscrito en 43 vols. redactado desde 1822 hasta 1847; se publicó un extracto realizado por Elías Amador (Zacatecas: Tip. de la Escuela de Artes y oficios de la penitenciaria, á cargo de J. Ortega, 1896).
- Galería de antiguos príncipes mexicanos, Puebla, 1821.
- Campañas del general D. Félix María Calleja, México: Impr. del Águila, dirigida por J. Ximeno, 1828.
- Mañanas de la Alameda de México; publicadas para facilitar a las señoritas el estudio de a historia de su país. 2 vols. México, 1835-1836.
- Apuntes para la historia del gobierno del general D. Antonio López de Santa-Anna: desde principios de octubre de 1841 hasta 6 de diciembre de 1844, en que fue depuesto del mando por uniforme voluntad de la nación, México: Impr. de J. M. Lara, 1845.
- Historia militar del General don José María Morelos: sacada en lo conducente a ella de sus declaraciones recibidas de orden del virey [sic] de México, cuando estuvo arrestado en la ciudadela de esta capital, México, Impreso en la Oficina del Águila..., 1825.
- El Nuevo Bernal Diaz del Castillo ó sea Historia de la invasión de los anglo-americanos en México, México: Imprenta de Vicente García Torres..., 1847, 2 vols.
- Elogio histórico del General don José María Morelos y Pavon, México: Oficina de D. José María Ramos Palomera, 1822.
- Resumen histórico de la revolución de los Estados Unidos Mejicanos, Londres [i. e., London]: Rudolph Ackermann, 1828.
- La aparición guadalupana de México: vindicada de los defectos que le atribuye el Dr. D. Juan Bautista Muñoz en la disertación que leyó en la Academia de la Historia de Madrid en 18 de abril de 1794..., México: Lara, 1843.
- Historia del emperador d. Augustin de Iturbide hasta su muerte, y sus consecuencias: y establecimiento de la república popular federal, México: Impr. de I. Cumplido, 1846.
- Informe dado por el Establecimiento de Minería a la Comisión de Industria del Congreso General, o sea, Historia de las contribuciones impuestas y franquicias concedidas al cuerpo de mineros desde el año de 1521 hasta el de 1836, para deducir lo que más pueda fomentar los adelantos de tan importante ramo. México: Impreso por Ignacio Cumplido, 1836.
- El venerable señor don Juan de Palafox y Mendoza: obispo de la Puebla de los Ángeles, justificado en el tribunal de la razón, por haber remitido á España y separado del vireinato de México al escmo. s. d. Diego López Pacheco, duque de Escalona. Contiene este opúsculo el nombramiento de virey en el duque de Escalona, la defensa que hizo su hijo el conde de Sancti-Estevan ante el rey Felipe IV, y la respuesta á ella del señor de Palafox, México: Impr. de A. Valdés, 1831.
- Efemérides histórico-político literarias de México, México: Impr. de la testamentaria de Valdés, á cargo de José María Gallegos, 1835.
- Mexico por dentro y fuera, bajo el gobierno de los Vireyes, México: En la imprenta del ciudadano A. Valdez, 1831.
- Resistencia de la corte de España a la provision de obispados en las Américas, comprobada con documentos importantes y dignos de memoria; y juicio que deben formar los mexicanos de la conducta que observó el Illmo. Sr. Dr. D. Francisco Pablo Vazquez... en su comisión a Roma para la confirmación de los sres. obispos de la República Mexicana. México, Impr. de Valdés, á cargo de J.M. Gallegos, 1833.

### Ediciones
- Sahagún, Bernardino de (1829).  Carlos María de Bustamante, ed. Historia general de las cosas de Nueva España. Tomo Primero: Libros I - IV. México: Impr. del ciudadano A. Valdés.
- Sahagún, Bernardino de (1829).  Carlos María de Bustamante, ed. Historia general de las cosas de Nueva España. Tomo Segundo: Libros V - IX. México: Impr. del ciudadano A. Valdés.
- Sahagún, Bernardino de (1830).  Carlos María de Bustamante, ed. Historia general de las cosas de Nueva España. Tomo Tercero: Libros X - XI. México: Impr. del ciudadano A. Valdés.
- Ed. de Francisco Javier Alegre, Historia de la Compañía de Jesús en Nueva España... que estaba escribiendo el padre Francisco Javier Alegre al tiempo de su espulsión México: Imprenta de J. M. Lara, 1841, 3 vols.
- Ed. de Fernando de Alva Ixtlilxóchitl, Horribles crueldades de los conquistadores de México y los indios que los auxiliaron, para subyugarlo a la corona de Castilla, ó sea Memoria por D. Fernando de Ixtlilxochitl, 1829.
- Ed. de Andrés Cavo, Los tres siglos de Mejico durante el gobierno español hasta la entrada del ejército trigarante, obra escrita en Roma por el padre Andrés Cavo, de la Compañía de Jesús; publicada con notas y suplemento por el Licenciado Carlos María de Bustamante. México: Impr. de L. Abadiano y Valdés, 1836-38; México, Imprenta de J. R. Navarro, Editor..., 1852.
- Crónica mexicana, Teoamoxtli ó libro que tiene todo lo interesante á usos, costumbres, religión, política y literatura de los antiguos indios tultecas y mexicanos, redactado de un antiguo códice del caballero Boturini. México, 1822.
- Ed. de Francisco López de Gómara, Historia de las conquistas de Hernando Cortés escrita en español por Francisco López de Gómara, traducida al mexicano por Juan Bautista de San Anton Muñon Chimalpahin quauhtlehuantzin, indio mexicano. 2 vols. México, 1826.
- Memoria sobre la guerra del Mixtón en el estado de Jalisco. 1826.
- Tezcoco en los últimos tiempos de sus antiguos reyes, ó sea relación tomada de los manuscritos inéditos de Boturini; redactada por el Lic. por el Lic. D. Mariano Veytia. Publicados con notes y adiciones para el estudio de a juventud mexicana. 292 pp. 1826.
- Ed. de Manuel de la Vega, Historia del descubrimiento de la América Septentrional por Cristóbal Colón, escrita por el P. Fr. Manuel de la Vega, religioso franciscano de la provincia de México. México, 1826.
- Ed. de Antonio de León y Gama, Descripción histórica y cronológica de las dos piedras, que son ocasión del nuevo empredrado que se está formando en la plaza principal de México, se hallaron en ella el año de 1790: explícase el sistema de los calendarios de los Indios... noticia... sobre la mitología de los Mexicanos, sobre su astronomía, y sobre los ritos y ceremonias... en tiempo de su gentilidad... por D. Antonio de León y Gama. México: Impr. del ciudadano A. Valdés, 1832.
- Curiosa compilación de documentos originales e importantísimos, relativos a la conquista de ambas Américas en aquella época, y la muy inmediata a ella, y tiempos posteriores hasta la Independencia : sacados de los archivos de España...	México: Impr. de L. Abadiano y Valdés, 1840.
- Ed. de José María Tornel y Mendívil, Fastos militares de iniquidad, barbarie y despotismo del gobierno español, ejecutados en las villas de Orizava y Córdoba en la guerra de once años, por causa de la independencia de la nación mexicana... México, 1843

### Obras políticas
- Necesidad de a unión de todos los mexicanos [sic] contra las asechanzas de la nación española y liga europea, comprobado con la historia de la antigua República de Tlaxcala. México 1826.
- Invacion de México por D. Antonio López de Santa Anna, [México]: [Impr. del ciudadano A. Valdés, á cargo de J. M. Gallegos], [1832]
- Martirologio de algunos de los primeros insurgentes por la libertad é independencia de la América mexicana, ó sea, Prontuario é índice alfabético de varios individuos eclesiásticos y seculares de quienes se habla en las causas de las conspiraciones de abril y agosto de 1811, ó que resultan mas o menos indiciados de adhesión al partido de los rebeldes en otros expedientes de infidencia, ó por la opinión común y general México: Impr. por J. M. Lara, 1841
- Carta del Lic. D. Carlos María de Bustamante a un diputado del honorable Congreso de Zacatecas.[México]: [Imprenta de Valdes], [1832]
- El General D. Felipe de la Garza vindicado de las notas de traidor é ingrato con que se le ofende en un papel intitulado: catástrofe de D. Agustin de Iturbide, aclamado Emperador de México el 18 de mayo de 1822. México: Impr. de M. Galván, 1826
- Memorial de justas quejas dirigido al excelentísimo señor presidente de la República Don Anastasio Bustamante, a quien se suplica lo lea con detenida atención y calma. [México]: [Imprenta de Luis Abadiano y Valdés], [1837]
- Campaña sin gloria y guerra como la de los Cacomixtles, en las torres de las iglesias. Tenida en el recinto de México. Causada por haber persistido D. Valentin Gómez Farias, vice-presidente de la República Mexicana, en llevar adelante las leyes de 11 de enero y 4 de febrero de 1847, llamadas de manos muertas, que despojan al clero de sus propiedades, con oposición casi general de la nación. México: Impr. de I. Cumplido, 1847
- Respuesta al papel intitulado: "Allá van esas verdades y tope en lo que topare y defensa de los bienes eclesiásticos" [México]: Impr. de Abadiano, [1837]
- Manifiesto histórico á las naciones y pueblos del Anáhuac Leído en las sesión pública del soberano Congreso del 15 de abril de 1823, México, Impr. del C.A. Valdes, 1823.
- Exposición que el Lic. D. Carlos María de Bustamante preso en el convento de S. Francisco como diputado de la provincia de Oajaca en el congreso constituyente hizo al emperador por medio del exmo. sr. ministro de relaciones. México: Imprenta de Ontiveros, 1823
- Elogio histórico del Escmo. señor doctor don José María de Santiago y Carrero, presidente de la cámara del senado México: Impr. de L. Abadiano y Valdés, 1845.
- El gabinete mexicano durante el segundo periodo de la administración del exmo. señor presidente D. Anastasio Bustamante México: J. M. Lara, 1842.
- Memoria presentada al exmo. Ayuntamiento constitucional de México para que interponga su respeto, á fin de que el supremo gobierno tenga platicas de paz, suspencion de armas, y acomodamiento con los disidentes de las provincias del reyno, según la voluntad manifestada de las Córtes ordinarias de la nación Veracruz: Imprenta constitucional, 1820.
- Al señor D. Josef Mariano Almanza, ministro honorario del Suprema Consejo de Hacienda y Regidor Alférez Real de la ciudad de Veracruz, México: [s. n.], 4 de septiembre de 1810.
- Abajo gente baldía gritan los reformadores, o sea, Defensa de las órdenes religiosas México: Impr. del ciudadano A. Valdés, 1833
- Análisis critico de la Constitución de 1836, en que se demuestra la injusticia y sinrazon... [México?] [1842]
- Defensa de la petición hecha al soberano Congreso por varios individuos solicitando la restitución de la Compañía de Jesus en la República Mexicana, y satisfacción a los señores editores del Cosmopolita que la han impugnado. Formulo el redactor de dicha petición, y la publica para desengaño de algunos incautos. México, Impreso por J.M. Lara, 1841.
- Memoria histórica en cuya relación de grandes sucesos se manifiesta los importantes servicios que hizo a la república el exmo. sr. general, benemérito de la patria, d. Nicolas Bravo, o sea respuesta a la diatriba con que se le infama en El Siglo XIX del miércoles 4 de junio de 1845 México: Calle de La Palma, 1845.
- Un desengañado. Desengaña a muchos. Carta de un amigo a un alucinado. México, Impr. del ciudadano Alejandro Valdés, 1832.

### Autobiografía
- Hay tiempos de hablar y tiempos de callar. México, 1833.